# Семинол (Флорида)
Семинол (енгл. Seminole) град је у америчкој савезној држави Флорида. По попису становништва из 2010. у њему је живело 17.233 становника.

## Демографија
Према попису становништва из 2010. у граду је живело 17.233 становника, што је 6.343 (58,2%) становника више него 2000. године.
| Група             | 2000.          | 2010.          |
| Белци             | 10.340 (94,9%) | 15.600 (90,5%) |
| Афроамериканци    | 52 (0,5%)      | 243 (1,4%)     |
| Азијати           | 93 (0,9%)      | 402 (2,3%)     |
| Хиспаноамериканци | 245 (2,2%)     | 750 (4,4%)     |
| Укупно            | 10.890         | 17.233         |